# 398188 Agni
398188 Agni è un asteroide della fascia principale. Scoperto nel 2010, presenta un'orbita caratterizzata da un semiasse maggiore pari a 0,8641258 UA e da un'eccentricità di 0,2736572, inclinata di 13,24673° rispetto all'eclittica.
L'asteroide è dedicato alla divinità induista Agni. 